# 300 (2006.)
300 je američki epski povijesno akcijski film  iz 2006. redatelja Zacka Snydera koji je zajedno s Kurtom Johnstadom i Michaelom B. Gordonom napisao scenarij. Film je filmska adaptacija istoimenog stripa; potonji je pak inspiriran drugim filmom, 300 Spartanaca (1962.), polupovijesnim prikazom bitke kod Termopila koja se dogodila 480. pr. Kr.
Film je snimljen tehnikom "chroma key" za reprodukciju slika izvornog stripa. Nedovršen verzija filma premijerno je prikazana u Austinu u Butt-Numb-A-Thonu 9. prosinca 2006. Završna kompletna verzija filma predstavljena je izvan konkurencije na Berlinskom filmskom festivalu 14. veljače 2007. godine. U kinima je objavljen 9. ožujka 2007. u SAD-u, a u Hrvatskoj 30. ožujka 2007. Zaradivši više od 456 milijuna dolara, otvaranje filma bilo je 24. po veličini u povijesti kino blagajni u to vrijeme i postalo je deseti film s najvećom zaradom 2007. godine. Film je zaradio vodećih deset nominacija na 34. dodjeli nagrade Saturn, osvojivši dvije za najbolji akcijsko pustolovni triler film i najboljeg redatelja.
U ožujku 2014. objavljen je nastavak 300: Uspon carstva.

## Radnja
Radnja prati spartanskog kralja Leonida I. i njegovu vojsku od 300 ratnika koji se bore protiv ogromne perzijske vojske predvođene Kserksom I. u bitci kod Termopila. Leonida vodi svoje ratnike u suicidnu misiju kako bi zaustavili napredovanje Perzijanaca i zaštitili Grčku od invazije.

## Glumačka postava
- Gerard Butler kao Leonida I., spartanski kralj
- David Wenham kao Dilios, pripovijedač i spartanski vojnik
- Lena Headey kao Gorgo, spartanska kraljica
- Giovanni Cimmino kao Pleistarh, Leonidov i Gorgin sin
- Dominic West kao Theron, fiktivni korumpirani spartanski političar
- Vincent Regan kao satnik Artemis, Leonidov odani satnik i prijatelj
- Tom Wisdom kao Astinos, najstariji Artemisov sin
- Andrew Pleavin kao Daxos, Arkadijski vođa koji udružuje snage s Leonidasom.
- Andrew Tiernan kao Efijalt, a deformirani spartanski izopćenik i izdajnik.
- Rodrigo Santoro kao Kserkso I., moćan i nemilosrdan bogoliki kralj Perzije.
- Stephen McHattie kao the Loyalist, a odani spartanski političar.
- Michael Fassbender kao Stelios, a young, spirited and highly skilled Spartan soldier.
- Peter Mensah kao a Persian messenger who gets kicked into the well by Leonidas.
- Kelly Craig kao Pythia, an Oracle to the Ephors.
- Eli Snyder kao young Leonidas (7/8 years old).
- Tyler Neitzel kao young Leonidas (15 years old).
- Robert Maillet kao Über Immortal (giant), a muscular and deranged Immortal who battles Leonidas during the Immortal fight.
- Patrick Sabongui kao the Persian General who tries to get Leonidas to comply at the end of the battle.
- Leon Laderach kao Executioner, a hulking, clawed man who executes Xerxes's own men
- Tyrone Benskin kao the whip-wielding Persian Emissary.

## Nastavak
U lipnju 2008. producenti su otkrili da je započeo rad na nastavku filma, 300: Uspon carstva, koji je objavljen u ožujku 2014. Zack Snyder bio je zainteresiran za režiju filma, ali je nastavio režirati reboot filma Superman: Čovjek od čelika, a redatelj je bio Noam Murro. U nastavku glume Sullivan Stapleton, Eva Green i Rodrigo Santoro. Film je objavljen u kinima 7. ožujka, a zaradio je 337 milijuna USD.

## Vanjske poveznice
- Službena stranica Warner Bros.-a
- 300 u internetskoj bazi filmova IMDb-a
- 300 (2006.) na Box Office Mojo
- 300 na Rotten Tomatoes